# Viktória svéd királyné
Viktória svéd királyné, született Viktória badeni hercegnő (németül: Prinzessin Viktoria von Baden, svédül: Drottning Victoria av Sverige, teljes nevén Sophie Marie Viktoria; Karlsruhe, 1862. augusztus 7. – Róma, 1930. április 4.) badeni hercegnő, házassága révén Svédország királynéja.

## Származása és gyermekkora
Viktória hercegnő 1862-ben jött világra a Badeni Nagyhercegség fővárosában I. Frigyes badeni nagyherceg és Lujza porosz királyi és német császári hercegnő egyetlen leányaként, illetve második gyermekeként a három közül. Viktória hercegnő gyermekkora nagy részét a karlsruhei nagyhercegi palotában töltötte két fivérével, Frigyes és Lajos hercegekkel, kivéve a nyarakat, melyek alatt a nagyhercegi család rendszerint Mannheim kastélyában időzött. Lujza nagyhercegné spártai szigorban nevelte gyermekeit, melyhez hozzá tartozott az is, hogy fizikumuk megerősödése érdekében gyermekei többször aludtak fűtetlen szobákban. Ez a neveltetés eredményezte Viktória hercegnő gyenge egészségét és gyakori betegeskedését.
A hercegnő 1871-ben, tizedik életévébe lépve kezdte meg tanulmányait. Elsajátította a német mellett az angol és a francia nyelveket is; a zenéhez való tehetsége hamar megmutatkozott, a hercegnő kiválóan játszott zongorán. Kedvenc zeneszerzői közé tartozott Beethoven, Schubert és Wagner. A fényképezéshez való szakértelme és tehetsége csak később, felnőtt korában bontakozott ki.
A hercegnő 1879-ben találkozott Nyikolaj Mihajlovics orosz nagyherceggel, mikor a nagyherceg Badenbe látogatott. Kölcsönös vonzalom alakult ki kettőjük között, azonban az Ortodox Egyház tiltja a rokonok közötti házasságot, Nyikolaj nagyherceg és Viktória hercegnő pedig első fokú unokatestvérek voltak a nagyherceg édesanyja, Cecília badeni hercegnő révén. A nagyherceg megpróbálkozott II. Sándor orosz cárnál is a házasság elfogadásával, ám az uralkodó nem egyezett bele. Később Lujza nagyhercegné Vilmos német trónörököst szánta leánya jövendőbelijének, aki ugyanúgy Viktória első unokatestvére volt, és emiatt Otto von Bismarck kancellár elvetette az ötletet.

## Házassága
Az 1870-es évek végén a svéd királyi házaspár, II. Oszkár svéd és norvég király és Zsófia nassaui hercegnő elkezdtek megfelelő feleséget keresni legidősebb fiuk, Gusztáv trónörökös herceg számára. A király és a királyné politikai okból döntöttek Németország mellett, mert egy német hercegnővel kívánták megerősíteni a német–svéd kapcsolatokat.
A svéd–norvég uralkodó Viktória hessen–darmstadti hercegnőt szemelte ki fia számára, terve azonban meghiúsult, mikor 1881 februárjában, Vilmos német trónörökös és Auguszta Viktória schleswig–holsteini hercegnő esküvőjén Gusztáv herceg találkozott Viktória hercegnővel, és azon nyomban beleszeretett. A fiatalok vonzalmát látván Frigyes nagyherceg meginvitálta a trónörököst, hogy töltsön el még pár napot Badenben. 1881. március 12-én, alig egy héttel első találkozásukat követően Gusztáv herceg megkérte Viktória hercegnő kezét, aki elfogadta az ajánlatot.

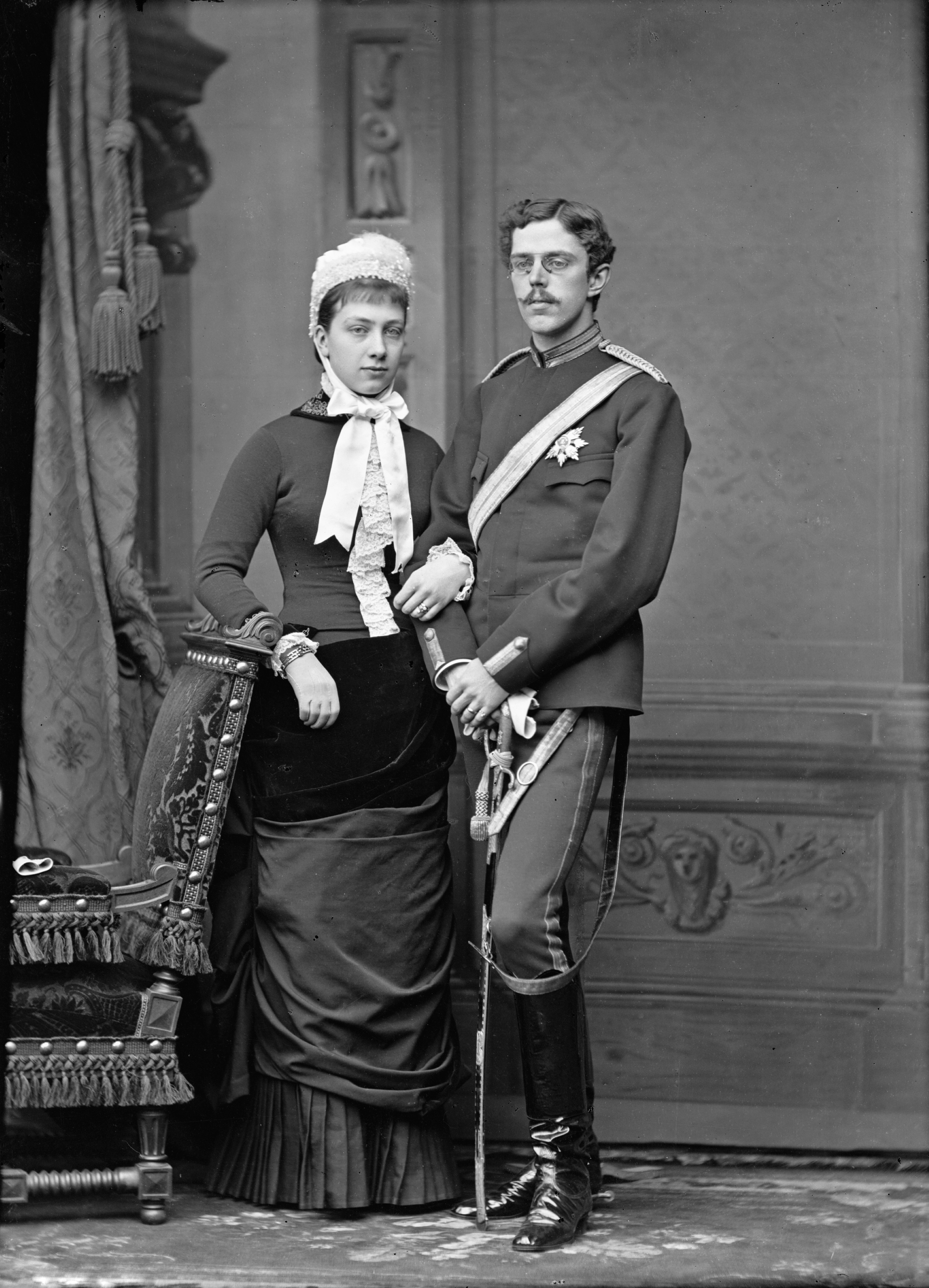
Viktória hercegnő és Gusztáv trónörökös (1881)

Gusztáv hercegnek haza kellett térnie Svédországba, Viktória hercegnő pedig elkezdett svédül tanulni, megismerkedni a svéd szokásokkal és kultúrával. Ebben maga Oscar Alin volt segítségére, míg svéd történelemből majdani apósa, II. Oszkár király oktatta.
Az esküvőt 1881. szeptember 20-án tartották Karlsruhéban ünnepélyes keretek között. Pár nappal később a friss házasok Svédországba utaztak, ahol II. Oszkár király ünnepi beszédet mondott az új trónörökösné tiszteletére, melyben kihangsúlyozta, hogy Friderika badeni hercegnő, Viktória egyik felmenője is svéd királyné lett. Az év folyamán a házaspár több európai királyi udvarnál is vendégeskedett; Oslót 1882 februárjában látogatták meg mint a norvég trónörökösi pár.
Gusztáv herceg és felesége számára a stockholmi királyi palotában biztosítottak külön szárnyat. A házaspár aktívan részt vett a közéletben, Viktória trónörökösné több jótékonysági rendezvényt szervezett. A hercegnének mindazonáltal nehezére esett elsajátítania a svéd királyi udvar hagyományait és etikettjét, és sikertelen kísérleteket tett a német szokások bevezetésére.
Első gyermeke 1882 novemberében született, és később Gusztáv Adolf néven vált ismertté, jóllehet keresztnevei között szerepelt a Frigyes és a Vilmos, mindkettő német eredetű, és mindkettőt Viktória hercegnő akaratából adták a fiúnak. Második fia 1884-ben jött világra, és a Vilmos névre keresztelték, míg harmadik, utolsó utódja 1889-ben látta meg a napvilágot. A legkisebb gyermek, Erik herceg gyenge egészsége, epilepsziája és szellemi visszamaradottsága beárnyékolta Viktória hercegnő későbbi éveit. Harmadik fiuk születése után a házaspár elhidegült egymástól, Viktória hercegnőt többször is meggyanúsították, hogy szeretője van.
Miután a hercegnő második fia, Vilmos herceg 1913-ban elvált Marija Pavlovna orosz nagyhercegnőtől, fiukat, Lennart svéd herceget Viktória gondjaira bízta, aki anyaként nevelte fel unokáját.

### Gyermekei
- Gusztáv Adolf herceg (1882–1973), VI. Gusztáv néven Svédország királya
- Vilmos herceg (1884–1965), Södermanland hercege
- Erik herceg (1889–1918), Västmanland hercege.

## Svéd királynéként

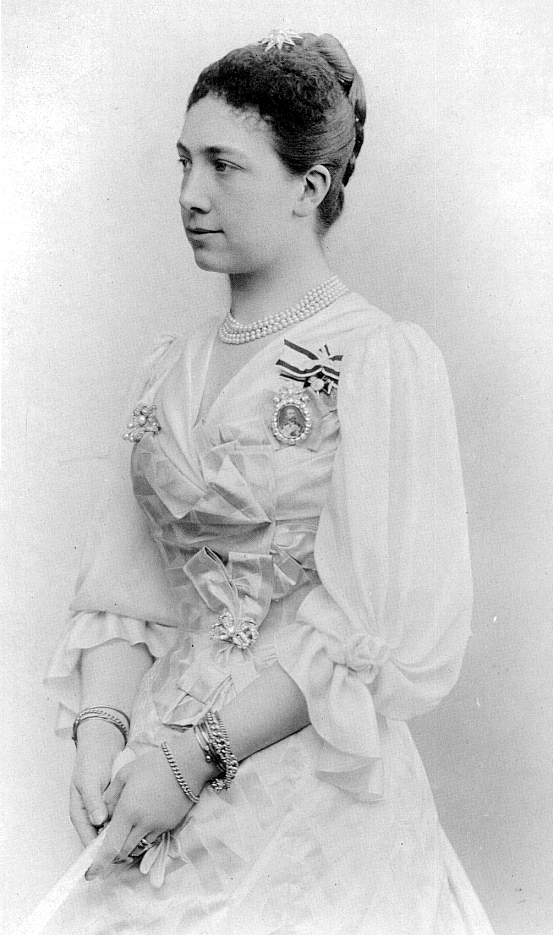
Viktória hercegnő (1880-as évek)

Gusztáv és Viktória 1907. december 8-án léptek Svédország trónjára, miután elhunyt II. Oszkár király. Uralkodása első éveiben Gusztáv király számos külföldi utazást, találkozót lebonyolított, melyekre felesége is mindig elkísérte, még élete alkonyán is, noha Viktória királyné egészsége mindig is gyenge volt.
Az első világháború alatt Viktória királyné többször is meglátogatta édesanyját Németországban. 1918 szeptemberében legifjabb fia, Erik herceg meghalt spanyolnáthában, melyet a királyné hatalmas csapásként élt meg. Egy hónappal fia temetése után megint édesanyjához utazott, csakhogy a Németországban kialakult forradalmi helyzet, majd II. Vilmos császár lemondása miatt visszatérése Svédországba lehetetlennek bizonyult közel fél évig; csak 1919 júliusában lehetett ismét svéd földön. Népszerűsége a világháború alatt és utána is megcsappant, mivel sokan úgy vélték, a németek támogatására próbálta meg rávenni férjét.
Viktória királyné már fiatal korától kezdve rendszeresen betegeskedett, az orvosok hörghurutot diagnosztizáltak nála, de feltehetően tuberkulózisban is szenvedett. Az 1890-es években Viktória hercegnőnek a jobb kezével is panaszai voltak, és ebben az időben romlott meg látása is. Mivel nem bírta a kemény, hideg svéd teleket, férje beleegyezésével telenként elhagyta az országát, hogy valamelyik európai nagyvárosban – általában Rómában vagy Velencében – töltse ezt az időszakot. 1890 őszén a házaspár Egyiptomba utazott annak reményében, hogy a forró és száraz éghajlat tartós javulást eredményez majd Viktória egészségében. Ottlétükről Viktória hercegnő egy könyvet is írt „Vom Nil. Tagebuchblätter während des Aufenthalts in Egypten im Winter 1890-91” címmel.
1891 júniusában tértek haza Svédországba, de azon a nyáron különösen sokat esett az eső, és augusztus végére Viktória már állandóan magas lázzal küszködött. Orvosa egy újabb egyiptomi utat rendelt el számára, ám ez alkalommal férje már nem kísérte el. Kísérőjeként Gustaf von Blixen-Finecke bárót nevezték ki, akiről az a pletyka kapott szárnyra, hogy közeli kapcsolatba került Viktóriával utazásuk során.
1892-től kezdve élete végéig Axel Munthe volt az orvosa, akivel szoros barátságot alakított ki, és éppen emiatt terjedt el az a vélemény, hogy viszonyuk volt. Axel Munthét 1891-ben ismerte meg, mikor első egyiptomi útjáról hazafelé tartván Viktória hercegnő megállt Capri szigetén. Munthe Olaszországban praktizált, mégis felkérték, hogy legyen a hercegnő orvosa, amit ő el is vállalt. 1901-től kezdve Viktória hercegnő minden évben elutazott Olaszországba, és Munthe házában szállt meg. 1907-ben, Viktória királynévá válását követően Munthe megnősült, de ez nem vetett véget a királyné itáliai útjainak. A királyné vásárolt egy házat Caprin, melynek a Villa Caprile nevet adta. Az első világháború lehetetlenné tette az olasz utakat, azonfelül Munthe és a királyné összekülönböztek politikai nézeteik miatt, Munthe ugyanis heves angolbarátnak tartotta magát. Az orvos ekkor be is nyújtotta lemondási kérelmét a királyné doktoraként, azonban nem fogadták el.
A királyné és Munthe 1921-ben találkoztak újra, és barátságuk újból fellángolt. Viktória egészségi állapota ekkor már nagyon gyenge volt, így a királyné végérvényesen Olaszországba költözött. A fővárosban vett egy házat, a Villa Sveziát. 1928-ban, férje hetvenedik születésnapja alkalmából látogatott utoljára Svédországba. 1929-ben a királyné már nagyon beteg volt, leveleit sem tudta egyedül megírni. Férje és fiai 1930 márciusában megérkeztek Rómába, hogy jelen lehessenek a királyné halálos ágyánál. Viktória királyné 1930. április 4-én szenderült jobblétre. Stockholmban temették el.
Viktória tiszteletére nevezték el a Sverige osztály egyik nagy méretű partvédő páncéloshajóját, az 1915 és 1921 között megépült, 1959-ben lebontott HSwMS Drottning Victoria-t (Viktória királyné). Hamvait ünnepélyes külsőségek között ez a páncélos szállította fedélzetén a németországi Swinemündéből Stockholmba a HSwMS Gustaf V. páncéloshajó és két torpedóromboló kíséretében.

## Fordítás
- Ez a szócikk részben vagy egészben  a   Victoria av Baden című svéd Wikipédia-szócikk ezen változatának fordításán alapul.  Az eredeti cikk szerkesztőit annak laptörténete sorolja fel. Ez a jelzés csupán a megfogalmazás eredetét és a szerzői jogokat jelzi, nem szolgál a cikkben szereplő információk forrásmegjelöléseként.